# Mikelangelo Loconte
Mikelangelo Loconte, właściwie Michele Loconte (ur. 5 grudnia 1973 w Cerignola) – włoski pieśniarz, autor tekstów piosenek, aktor, kompozytor, muzyk i kierownik artystyczny.

## Życiorys
Urodził się w Cerignola, w regionie Apulia, w prowincji Foggia. W młodym wieku został zaangażowany do telewizji i występował w teatrze. Miał także zamiłowanie do malarstwa, rzeźby i poezji.
Mając 21 lat spotykał Ritę Pavone i zdobył pierwszą nagrodę w Narodowym Dniu Incognito. Doceniony przez publiczność włoskiej telewizji, brał udział w festiwalu w Castrocaro Terme e Terra del Sole.
Swoją pracę rozpoczął we Francji jako aktor w musicalu Les Nouveaux Nomades zrealizowanym przez Claude Barzotti i Anne-Marie Gaspard. Nie mówiąc w języku francuskim, nagrał w studio wszystkie swoje piosenki za pomocą zapisu fonetycznego. Odkryty w Belgii przez Aleca Mansiona (członka Léopold Nord & Vous band), Loconte pracował jako dyrektor artystyczny w studiu nagraniowym La Chapelle w Waimes, w prowincji Liège.
Zasłynął rolą Wolfganga Amadeusa Mozarta w musicalu Mozart, l'Opéra rock (2009) w reżyserii Dove'a Attii i Alberta Cohena. Jego pierwszy singiel "Tatoue-moi" został przebojem numer jeden we Francji w 2009 roku.
Wziął udział w nagraniu singla charytatywnego "Je reprends ma route" wspierającego organizację UNITAID, który ukazał się 24 września 2012, wykonanego przez formację Les Voix de l'Enfant (Głos dziecka) w towarzystwie takich wykonawców jak Quentin Mosimann, Matt Pokora, Emmanuel Moire, Joyce Jonathan, Gérard Lenorman, Florent Mothe, Marie Myriam, Pedro Alves, Merwan Rim i Yannick Noah.

## Dyskografia

### Single
- 2009: Tatoue-moi
- 2009: Vivre à en crever (w duecie z Florentem Mothe)